# Serguéi Kozlov (futbolista)
Serguéi Semiónovich Kozlov (en ruso: Серге́й Семёнович Козло́в; Jabárovsk, 4 de mayo de 1960 - Ibídem, 4 de enero de 2014) fue un entrenador y jugador de fútbol profesional ruso que jugaba en la demarcación de defensa y centrocampista.

## Biografía
Serguéi Kozlov debutó como futbolista profesional en 1979 a los 19 años de edad con el FC Smena Komsomolsk del Amur. Tras tres temporadas en el club, Kozlov fichó por el FC SKA-Energiya Jabarovsk, donde jugó 255 partidos en los que marcó 20 goles durante las seis temporadas que jugó en el club. Tras un paso de cuatro años en el FC Okean Najodka, Kozlov volvió al FC SKA-Energiya Jabarovsk para finalizar su etapa como futbolista profesional en 1996 a los 36 años de edad. Nueve años más tarde, el FC Okean Najodka le fichó como entrenador del primer equipo. También entrenó al FC SKA-Energiya Jabarovsk, último club que entrenó, hasta 2009.
Serguéi Kozlov falleció el 4 de enero de 2014 en Jabárovsk a los 53 años de edad tras una larga enfermedad.

## Clubes

### Como futbolista
| Club                         | País            | Año         | Partidos | Goles |
| ---------------------------- | --------------- | ----------- | -------- | ----- |
| FC Smena Komsomolsk del Amur | Unión Soviética | 1979 - 1982 | ¿?       | ¿?    |
| FC SKA-Energiya Jabarovsk    | Unión Soviética | 1983 - 1989 | 255      | 20    |
| FC Okean Najodka             | Rusia           | 1990 - 1994 | 160      | 19    |
| FC SKA-Energiya Jabarovsk    | Rusia           | 1995 - 1996 | 23       | 4     |

### Como entrenador
| Club                      | País  | Año         |
| ------------------------- | ----- | ----------- |
| FC Okean Najodka          | Rusia | 2005 - 2006 |
| FC SKA-Energiya Jabarovsk | Rusia | 2006 - 2009 |